# Ilona Uhlíková
Ilona Uhlíková, född Voštová 9 april 1954 i Stod, var en tjeckoslovakisk bordtennisspelare och europamästare i singel och mixed dubbel.
Hon spelade sitt första VM 1967 och 14 år -1981 - senare sitt 6:e och sista. 
Under sin karriär tog hon 2 medaljer i bordtennis-VM, 2 brons. 
Som ungdomsspelare vann hon 11 guld i samtliga fyra discipliner i ungdoms-EM. Som seniorspelare tog hon 10 medaljer i bordtennis-EM, 2 guld, 4 silver och 4 brons.

## Meriter
- Bordtennis VM
  - 1967 i Stockholm
    - 4:e plats med det tjeckoslovakiska laget

  - 1969 i München
    - 3:e plats dubbel (med Jitka Karlikova)
    - kvartsfinal mixed dubbel
    - 4:e plats med det tjeckoslovakiska laget

  - 1971 i Nagoya
    - 3:e plats singel
    - 4:e plats med det tjeckoslovakiska laget

  - 1977 i Birmingham
    - kvartsfinal mixed dubbel
    - 10:e plats med det tjeckoslovakiska laget

- Bordtennis EM
  - 1968 i Lyon
    - 1:a plats singel
    - kvartsfinal mixed dubbel

  - 1970 i Moskva
    - 2:a plats singel
    - kvartsfinal mixed dubbel
    - 2:a plats med det tjeckoslovakiska laget

  - 1972 i Rotterdam
    - 3:e plats singel
    - kvartsfinal dubbel
    - 3:e plats mixed dubbel

  - 1976 i Prag
    - kvartsfinal singel
    - 2:a plats dubbel
    - 2:a plats med det tjeckoslovakiska laget

  - 1978 i Duisburg
    - kvartsfinal singel
    - 3:e plats dubbel
    - 2:a plats med det tjeckoslovakiska laget

  - 1980 i Bern
    - 3:e plats singel
    - kvartsfinal dubbel
    - 1:a plats mixed dubbel (med Milan Orlowski)